# Normannere
|  | For filmen med dette navn, se Normannerne (film) |
Normannerne ("mændene fra nord") var skandinaver, specielt danske vikinger fra Danelagen, som mod slutning af det 9. århundrede begyndte at etablere sig i den nordlige del af Frankrig, som fik navnet Normandiet efter dem. De blandede sig efterhånden med den lokale frankiske og gallo-romerske befolkning, lærte fransk og skabte på den måde en ny identitet i første halvdel af det 10. århundrede. De udviklede sig som folk i de følgende århundreder indtil de holdt op med at være en unik etnisk gruppe i begyndelsen af det 12. århundrede.   
De spillede en vigtig politisk, militær og kulturel rolle i middelalderens Europa og i Mellemøsten. De var berømte for deres kampånd og ligefremme kristne tro. Deres franske dialekt blev kendt som normannisk, og den fik sin egen litteratur. Deres hjemland, hertugdømmet Normandiet, som blev skabt via en traktat med den franske konge, blev et af de store len i middelalderens Frankrig. Normannerne er kendt både for deres kultur, såsom deres enestående romanske arkitektur og musiktraditionen, og for deres militære bedrifter og opfindelser. Normanniske krigere skabte et kongerige i Syditalien og den normanniske hertug   erobrede England i 1066. Fra Syditalien kom normannerne videre til korsfarerstaterne, og fra England spredte de deres indflydelse til Wales, Irland og Skotland.  
I russisk historieskrivning bruger man ofte ordet "normanner" om Væringerne, for eksempel i "den normanistiske teori" om vikingernes indflydelse på landets tidlige historie. Blandt franske historikere er der også en tendens til at omtale de vikinger, der hærgede Frankrig i det 9. århundrede, som normanner. 

## Karakteristik
Den middelalderlige benediktinermunk og historieskriver Goffredo Malaterra karakteriserede normannerne således: 
| Citat | De var snu, og de foragtede den arv, de havde udsigt til, i håbet om at vinde en større. De tørstede efter både rigdom og magt, havde let ved at efterligne andre, og de fandt en særlig balance mellem ødselhed og griskhed, og forenede på den måde disse to tilsyneladende modsatte egenskaber. Deres ledere var specielt ødsle, i deres stræben efter et godt omdømme. De var desuden et folk, der var drevne til at smigre, øvede i veltalenhedens kunst, så selv helt unge drenge kunne tale for sig. De kendte ingen grænser, med mindre de blev holdt nede af retfærdighedens åg. De kunne udholde slid, sult og kulde når skæbnen bød det, og havde hang til jagt og jagtfalke, til ridning og til enhver form for våben og krigsudrustning." | Citat |
|       | |       |

Normannernes hurtige tilpasningsevne gav sig også udslag i deres kløgtige vilje til at samarbejde med lokale mænd med kundskaber, og til at gifte sig med lokale kvinder af høj byrd. Analfabeterne blandt de normanniske ledere brugte desuden kirkens skriftkloge skrivere til at fremme deres sag.

## Normandiet
Geografisk set svarede Normandiet nogenlunde til den gamle kirkelige provins omkring Rouen, plus det såkaldte Brittania Nova og det vestlige Flandern. Området havde ingen naturlige grænser (ud over havet), og det var tidligere blot et administrativt område. Befolkningen bestod mest af frankere, men fra 880'erne begyndte der også at ankomme vikinger, som dels grundlagde en lille koloni i det østlige Normandiet, dels en større i områdets vestlige del. Vikingerne, som først hærgede, og senere bosatte sig, bestod af danskere, vikinger fra Orkney og Skotland og danskere, der var vokset op i det vikingestyrede Danelagen i England. 
I løbet af det 10. århundrede udviklede vikingernes plyndringstog op ad de franske floder sig til permanente bosættelser, hvor de medbragte kvinder, børn og ejendele. I 911 gav den franske kong Karl den Enfoldige en gruppe vikinger, under ledelse af Rollo, lov til at bosætte sig i det nordlige Frankrig, og aftalen blev bekræftet i en traktat i byen Saint-Clair-sur-Epte. Karl håbede, at han på den måde kunne dæmme op for vikingernes evindelige angreb på Frankrig. Til gengæld for deres tildelinger af jord og titler, skulle Rollos mænd forsvare kysten mod fremtidige angreb fra andre vikinger. Aftalen blev en succes, og vikingerne i området blev kendt som normanner, og deres landområde som Normandiet. Normannerne tilegnede sig hurtigt den lokale kultur, de afsvor hedenskabet og blev kristne. De overtog det gallisk-romanske sprog (langue d'oïl), der blev talt på egnen, og supplerede det med udtryk fra deres eget nordiske sprog, og skabte på den måde det normanniske sprog, der stadig overlever som en lokal dialekt. De integrerede sig yderligere kulturelt ved at gifte sig ind i den lokale befolkning. Efter et par generationer var de kulturelt set næsten umulige at skelne fra deres franske naboer. Det landområde, de fik tildelt, blev kun betragtet som udgangspunkt for nye udvidelser. De følgende år blev hertugdømmet udvidet mod vest, med områderne Bessin, Cotentin og Kanaløerne. 
I Normandiet overtog vikingerne den feudale tradition, der var ved at gro frem i det nordlige Frankrig, og både i Normandiet og senere i England og Italien skabte de et velfungerende hierarkisk styre på feudal basis. Den normanniske krigerkaste var ny og anderledes i forhold til det gamle franske aristokrati, som ofte kunne føre deres slægter tilbage til Karolingernes tid, hvorimod normannerne kun havde en mundtlig overlevering, der typisk blot gik et par generationer tilbage. De normanniske riddere var som regel fattige på jord og penge, og det var meget almindeligt at familiernes yngre sønner tilbød andre deres tjeneste som bevæbnede ryttere. Før korstogstiden var der ikke nogen særlig høj status forbundet ved titlen som ridder. Den betød bare, at man var en professionel kriger, der var rig nok til at eje en hest. Mange normanner fra Frankrig, England og Italien blev senere ivrige korsfarere, men deres handlinger indikerede, at det religiøse aspekt trådte noget i baggrunden for muligheden for at vinde land og rigdom.

## Erobringer

### I Italien
Flokke af normanniske riddere havde held til at etablere sig langt syd for Normandiet. Formentlig på baggrund af de beretninger, der blev fortalt af hjemvendende pilgrimme, kom der normanner i større tal til Syditalien, i 1017 eller måske tidligere. Amatus af Montecassino skriver, at der i år 999 kom en gruppe normanniske pilgrimme til Salerno, på vej hjem fra Jerusalem. Byen blev samtidig udsat for et angreb fra saracenere, og normannerne hjalp så godt til med forsvaret, at fyrst Guaimar 3. bad dem om at blive. De afslog, men tilbød at give tilbuddet videre, når de kom hjem. Vilhelm af Apulien skriver i sin beretning, at nogle normanner i 1016 var pilgrimme ved Ærkeenglen Michaels helligdom på Monte Gargano. Der mødte de Melus af Bari, en lombardisk adelsmand, som overtalte dem til at komme tilbage med flere mænd, for at deltage i et oprør mod det byzantinske styre i Syditalien, og de kom retur året efter.
De to mest prominente familier, der skabte sig en fremtid ved Middelhavet, var Hauteville-slægten og Drengot-slægten. Rainulf Drengot blev den første normanner med jordbesiddelser i Italien, da han modtog grevskabet Aversa som tak for sin støtte til hertug Sergius den 4. af Napoli i 1030.   Den første med grevetitel i Hauteville-slægten var Vilhelm Jernarm, der blev udpeget af de ledende normanniske riddere til greve af Apulien og Calabrien i 1042, med hovedstad i Melfi. På det tidspunkt var de pågældende områder langt fra erobret, men det kom i de følgende år. I 1059 gjorde pave Nikolaus 2. grev Robert Guiscard fra Hauteville-familien til hertug af Apulien, Calabrien og Sicilien, men heller ikke på det tidspunkt var hele området under normannernes kontrol. Calabrien blev endeligt erobret i 1060, og Sicilien fulgte senere. Under synoden i Melfi i 1059 bekræftede paven også Richard Drengots titel som greve af Aversa og fyrste af det nyerobrede Capua. 
Efter at have erobret Calabrien brugte normannerne, under Robert Guiscard og hans lillebror, grev Roger, de næste 30 år, fra 1061 til 1091, på at erobre Sicilien fra araberne, og Roger erobrede også Malta. Rogers søn, Roger 2. blev kronet som konge over hele Syditalien af pave Anacletus 2. i 1130. Der var da gået nøjagtigt hundrede år siden Rainulf fik den første grevetitel. Kongeriget Sicilien blev i Hauteville-slægten til dens mandslinje uddøde i 1194, og så gik det via ægteskab i arv til den kejserlige tyske Hohenstaufer-slægt. 
Der findes stadig talrige vidnesbyrd om normannernes tilstedeværelse, blandt andet i form af deres mange borge, heriblandt borgen i Melfi og Vilhelm Jernarms borg ved Squillace i Calabrien. Normannerne grundlagde også adskillige kirker og katedraler, blandt andet Rogers 2.'s i Cefalù, og borgene og katedralerne sætter med deres karakteristiske arkitektur historien om normannerne i relief. Administrativt byggede normannerne videre på både de arabiske, byzantinske og lombardiske traditioner, og forenede dem med deres egne feudale traditioner til en unik styreform. I deres statsdannelse var der religionsfrihed, og ved siden af det herskende normanniske aristokrati var der et bureaukrati, hvor både jøder, muslimer og kristne kunne gøre karriere i kraft af deres evner.

### Lejesoldater for byzantinere, tyrkere og armenere
Snart efter at normannerne var kommet til Italien som lejesoldater for lombarderne, blev de også kontaktet af de lokale byzantinske statholdere, og nogle af dem kom senere til de byzantinske områder på Balkan og i Lilleasien og Armenien, i kampe mod de tyrkiske Pecheneger, bulgarerne og især Seljuk tyrkerne. Efter at den lombardiske opstand var brudt sammen i 1018, blev nogle få af dem ansat af den lokale byzantinske guvernør, men det første større antal lejesoldater var det kontingent, der kæmpede for byzanterne under deres forsøg på at generobre Sicilien i 1038-40. Sammen med væringer og lombarder kæmpede de under general Maniakes. Historikere har debatteret, hvor mange af normannerne i byzantinsk tjeneste, der egentlig kom fra Syditalien, og sandsynligheden taler for, at det kun var et fåtal af dem. Det er også uvist, hvor mange af "frankerne", som byzantinerne kaldte dem, der var normanner og eller fra andre egne af Frankrig.  
En af de første normanniske lejesoldater, der blev byzantinsk general, var Hervé i 1050'erne. På det tidspunkt var der imidlertid allerede normanniske lejetropper så langt væk som i Trabzon og i Georgien. Deres baser lå i Malatya og i Edessa (Şanlıurfa) og de blev ledet af den byzantinske hertug af Antiochia, Isaac Komnenos. I 1060'erne ledede Robert Crispin normannerne fra Edessa mod tyrkerne. Roussel de Bailleul prøvede endda at skabe sin egen uafhængige stat i Lilleasien med støtte fra den lokale befolkning, men det blev forhindret af den byzantinske general (og senere kejser) Alexius Komnenos. 
Et antal normanner lod sig hverve til den tyrkiske hær for at deltage i erobringen af de armenske lydstater Sassoun og Taron i det østlige Anatolien. Senere gik mange af dem i tjeneste i de armenske lande længere sydpå i Kilikien og Taurusbjergene. En normanner ved navn Oursel førte en styrke af "frankere" ned i den øvre Eufrat-dal i det nordlige Syrien. Fra 1073 til 1074 var 8.000 af de 20.000  mand i den armenske general Philaretus Brachamius' hær angiveligt normanner, tidligere under kommando af Oursel, nu ledet af Raimbaud. De lagde også med deres herkomst navn til den borg, der blev bygget, Afranji, der betyder "Frankerne." Man ved, at der blev oprettet handelsruter mellem Republikken Amalfi og Antiochia, samt mellem Bari og Tarsus, og det kan hænge sammen med, at der var normanner, vokset op i Italien, i byerne på en tid, hvor Amalfi og Bari blev regeret af normannere.  
Flere af familierne i det græsk-byzantinske område havde medlemmer af slægterne, der var normanniske lejesoldater, som kom til landet efter at Komnenos-slægten kom til magten i 1081 og begyndte at hyre dygtige krigere fra Vesteuropa. Raoulierne nedstammede fra en italiensk-normanner ved navn Raoul og Petraliphaerne var efterkommere af Pierre d'Aulps. Desuden var der nogle albanske klaner, der blev kaldt Maniakaterne, fordi de nedstammede fra normanner, der havde tjent under general Maniakes på togtet til Sicilien i 1038-40.

### I England
Normannerne kom meget tidligt i kontakt med England. De nedstammede fra vikingerne, og der var stadig vikinger på spil langs Englands kyster, og faktisk var flere af havnene på den engelske side af Kanalen på vikingernes hænder. Den tætte kontakt gav sig også udslag i ægteskaber, mest prominent mellem hertugdatteren Emma af Normandiet og kong Ethelred 2. af England. Da Ethelred blev tvunget ud af landet af den danske konge Svend Tveskæg i 1013, flygtede han til Normandiet, hvor hans svoger Richard i mellemtiden var blevet hertug. Både Ethelred og hans sønner, der blev i Normandiet efter at Knud den Store havde overtaget magten i England, kom under stærk normannisk indflydelse.   
Efter at Ethelred var død i 1016, vendte Emma tilbage til England og blev gift med Knud den Store. Deres søn Hardeknud blev dermed halvbror til Emmas første børn, og i 1041 inviterede Hardeknud halvbroderen Edvard til England, og Edvard overtog kronen året efter, da Hardeknud døde. Edvard ankom med mange normannske rådgivere og riddere, og nogle af dem skabte en engelsk rytterhær. Der var dog ikke basis for en kavaleristyrke på det tidspunkt, men ideen er typisk for Edvards normanniske indstilling. Han udnævnte Robert af Jumièges til ærkebiskop af Canterbury og gjorde Ralph den Frygtsomme til jarl af Hereford. Edvard inviterede også sin svoger Eustace 2. af Boulogne til sit hof i 1051, og det antændte nogle af de tidligste skærmydsler mellem saksere og normanner, og førte i sidste ende til, at jarl Godwin af Wessex blev sendt i landflygtighed.   
Da Edvard døde i 1066, invaderede hertug Vilhelm af Normandiet England og erobrede landet. Hans følge af normanner og deres efterkommere overtog angelsaksernes plads som landets herskende klasse. Det adelige England blev på den måde en del af en fælles fransktalende kultur, og mange ejede land på begge sider af Kanalen. De første normanniske konger af England var samtidig hertuger af Normandiet og dermed officielt vasaller af den franske konge. Det er ikke en gang sikkert, at de anså deres engelske besiddelser som de vigtigste (skønt den medfølgende kongetitel havde høj statusværdi). Kong Richard Løvehjerte betragtes ofte som symbolet på en engelsk middelalderkonge, men fakta er, at han udelukkende talte fransk, og at han tilbragte mere tid i Akvitanien eller på korstog, end i England. 
Med tiden blev normannerne blandet med de oprindelige beboere, og sprog og skikke flød sammen. I løbet af Hundredårskrigen kom det normanniske aristokrati til at betragte sig som engelsk. Det Anglo-normanniske sprog skilte sig ud fra fransk og blev administrativt sprog i England i et par hundrede år, før det smeltede sammen med det engelske sprog, der undervejs både havde optaget gloser fra skandinavisk, fra kirkens latinske og nu fra fransk på sin vej til at blive til middelengelsk.

### I Wales
Normannerne kom allerede i kontakt med Wales inden erobringen af England. Edvard Bekenderen havde udnævnt den føromtalte Ralph til jarl af Hereford, og en af hans opgaver var at beskytte grænseområdet the Marches og føre krig mod waliserne. Normannerne gjorde dog ikke fremskridt i Wales på det tidspunkt.  
Efter erobringen af England, indsatte William nogle af sine mest betroede adelsmænd som regenter i grænseområdet: I Shropshire Bernard de Neufmarché og Roger de Montgomerie, der blev den første jarl af Shrewsbury, og i Cheshire Hugh Lupus, der blev den første jarl af Chester. Disse normanner indledte den lange seje erobring af Wales, der endte med, at næsten hele landet kom under normannisk herredømme. Normanniske ord, som baron (barwn), vandt indpas i det walisiske sprog på denne tid.

### Under korstogene
Normannerne var kendte for deres håndfaste kristne tro, og den leverede de beviser på i religionskrige allerede før korstogene. De var nogle af de eneste ikke-spanske deltagere i generobringen af den Iberiske halvø, blandt andet repræsenteret ved Roger de Tony, der var i området i 1018. På typisk normannisk vis handlede togtet også om, at han ville skabe sit eget rige ud af erobrede mauriske områder, og den plan slog fejl. I 1064 stod normanneren William af Montreuil i spidsen for en stor pavelig hær, som under Barbastro-krigen foretog givtige plyndringer.  
I 1096 kom nogle korsfarere forbi Amalfi, mens byen var under belejring af normannerne. To af de normanniske ledere, Bohemund af Taranto og hans nevø Tancred af Taranto valgte at følge med korsfarerne. Bohemund var de facto leder af korstogshæren på dens vej gennem Lilleasien, og da hæren havde belejret og erobret Antiochia i 1097, valgte han at blive der og skabe sit eget fyrstedømme omkring byen. Tancred spillede en vigtig rolle i erobringen af Jerusalem, og han gjorde en stor indsats for at udvide det nye kongerige Jerusalem i Transjordan og i Galilæa.

### I Skotland
En af dem, der gjorde krav på den engelske krone over for Vilhelm Erobreren, var Edgar Atheling, der til slut flygtede til Skotland.  Kong Malcolm 3. af Scotland giftede sig med Edgars søster Margaret, og kom på kollisionskurs med Vilhelm, som allerede på det tidspunkt havde udtrykt tvivl om den korrekte placering af Skotlands sydgrænse. Vilhelm invaderede Skotland i 1072, og nåede så langt mod nord som Abernethy, nær Perth, hvor hans flåde stødte til ham. Malcolm underkastede sig, anerkendte Vilhelm som sin overmand og overgav sin søn Duncan som gidsel, hvilket senere gav anledning til diskussioner om, hvorvidt den skotske trone skyldte troskab til kongerne af England.   
Der kom normanner til Skotland, hvor de byggede borge og blev stamfædre til adelsslægter, der kom til levere fremtidige skotske konger som Robert Bruce. Normannerne var også med til at skabe nye skotske klaner. Kong David 1. af Skotland havde en central rolle i processen, der bragte normanner og normannisk kultur til Skotland. David havde tilbragt en periode ved hoffet hos Henrik 1. af England, som var gift med Davids søster Edith af Skotland, og han havde brug for den engelske konges hjælp til at tage tronen fra sin halvbror Máel Coluim mac Alaxandair. De normanniske riddere, der havde hjalp David, skulle belønnes med landområder, og det samme gentog sig i andre tronstridigheder, især under William 1. af Skotland. Det normanniske feudal-system blev udbredt over det meste af Skotland, og klaner som Ramsey, Fraser, Hunter, Ogilvie, Lamont, Cameron, Douglas, Wallace og Gordon kan spores tilbage til normanniske forfædre. 

### I Irland
Normannerne fik en dybtgående indflydelse på irsk kultur og historie efter deres invasion ved Bannow Bay i 1169. I begyndelsen bevarede normannerne deres egen kultur og etnicitet. Men som tiden gik, blev de opslugt af den irske kultur i en sådan grad, at de blev omtalt som "mere irske end irerne selv". Normannerne slog sig fortrinsvist ned i det østlige Irland, senere omtalt som the Pale, og de byggede mange borge og bosættelser, blandt andet Trim Castle og Dublin Castle. De to kulturer blev blandet, og de lånte ord fra hinandens sprog og livsanskuelse. Efterkommere af normannerne kan endnu i dag kendes på deres efternavne. Navne som (De) Roche, D'Arcy og Leacy er især udbredte i det sydøstlige Irland, hvor de første normanniske bosættelser fandt sted i County Wexford. Et andet udbredt irsk-normannisk navn var Morell (Murrell), hentet fra det fransk-normanniske Morel. Morel er også det nuværende navn for de middelalderlige irske familier MacMurchada og MacMurrough.

## Regenter
- Normanniske hertugrække
- Grevskabet Aversa
- Hauteville-slægten
- Engelske regenter (Normanniske konger)

## Kultur

### Arkitektur
Den normanniske arkitektur gør sig især bemærket, fordi den repræsenterer et nyt arkitektonisk kapitel i de områder normannerne erobrede. De udbredte deres egen romanske stil til England og Italien og deres borgbygning i disse lande, af typen med et centralt tårn (keep) i nordfransk stil, ændrede det militære landskab fundamentalt. Deres stil var karakteriseret af runde buer, især over vinduer og døre, og af hang til store proportioner. 
I Italien inddrog normannerne elementer af de lokale arabiske, lombardiske og byzantinske stilarter i deres egen, og opfandt på den måde den stil, der nu er kendt som siciliansk-romansk. I England blev den normanniske arkitektur afløseren for den angelsaksiske, og den blev forløberen for den tidlige gotiske byggestil.  

### Billedkunst
Inden for billedkunsten manglede normannerne de rige og anerkendte traditioner, der herskede i de lande, de erobrede. I begyndelsen af det 11. århundrede indledte hertugerne en kirkereform, der fulgte de opstramninger omkring klosterlivet, der udgik fra klosteret i Cluny. Hertugerne gav også støtte til intellektuelle tiltag, især udbredelsen af bogkopiering i klostrene og til forsøget på at rekonstruere nogle af de manuskripter, der var gået tabt i bogtabet i senantikken. Hertugerne brugte kirken som en samlende kraft i deres sammenbragte hertugdømme. De vigtigste klostre i denne satsning på normannisk kunst og videnformidling var Mont Saint-Michel, Fécamp, Jumièges, Bec, Saint-Ouen, Saint-Evroul og Saint-Wandrille. Disse kulturcentre havde kontakt med den såkaldte "Winchester-skole", der formidlede billedkunsten fra den karolingiske renæssance til Normandiet. I det sidste tiår i det 11. og det første tiår i det 12. århundrede oplevede Normandiet sin storhedstid i henseende til fremstillingen af illustrerede manuskripter. Men opblomstringen blev kort, og i midten af århundredet gik produktionen stort set i stå.  
Under de franske religionskrige i det 16. århundrede og under den franske revolution i det 18., forsvandt meget af det, der var tilbage af eksempler på normannisk arkitektur og kunst. Krigene gav anledning til plyndringer og ødelæggelser, og især under revolutionen var der en anti-religiøs bevægelser, der ødelagde kirkernes ejendele.  
Det mest berømte bevarede normanniske kunstværk er Bayeux-tapetet, der ikke er et tapet, men et broderi. Det blev bestilt af biskop Odo af Bayeux, som senere blev den første jarl af Kent. Det blev broderet efter 1066 af håndværkere fra Kent, som kendte de nordiske traditioner, der var kommet til landet sammen med vikinger fra Danmark i det foregående halve århundrede. 
I Storbritannien findes eksemplerne på normannisk kunst primært i form af stenhuggede eller smedede værker, som for eksempel søjler og døbefonte. I Syditalien, derimod, findes der adskillige eksempler på normannisk kunst, og de viser, hvordan den er blevet påvirket af græske, lombardiske og arabiske traditioner. I Palermo findes de regalier, der blev brugt af den normanniske konge af Sicilien, og her er kronen i byzantinsk stil og kroningskåben er et stykke arabisk kunsthåndværk med arabiske inskriptioner. Mange kirker har bevaret døbefonte, kapitæler og frem for alt mosaikker, som var almindelige i det normanniske Italien, og som var stærkt påvirket af den byzantinske tradition. Det lombardiske Salerno var et centrum for produktionen af kunsthåndværk i elfenben i det 11. århundrede, og dette fortsatte, da byen kom under normannisk herredømme. Endelig skal det nævnes, at mange af de franske korsfarere, der rejste til det hellige land via Italien, gjorde ophold blandt deres normanniske frænder i Syditalien. De medbragte gaver til de lokale kirker, og af den grund findes der mange eksempler på fransk kirkekunst i området. 

### Musik
Flere vigtige trin i udviklingen af vestlig musik i det 11. århundrede, har forbindelse til Normandiet. Abbedierne i Fécamp og Saint-Evroul var især centre for undervisning i musik og for komposition af musik. Under ledelse af de to italiensk abbeder Vilhelm af Volpiano og John af Ravenna, blev der i Fécamp undervist og udviklet på metoden, hvor man repræsenterer noderne med bogstaver. Det er stadig den mest almindelige måde at beskrive toner på i de engelsk- og tysksprogede lande. I Fécamp udviklede man også systemet med noder og nodelinjer i det 11. århundrede. Klostret La Trinité-du-Mont ved mundingen af Seinen blev på samme tid et center for komposition, ledet af den tyske abbed Isembard. 
I Saint Evroul opstod der en sangtradition, der gjorde klostrets kor berømt i Normandiet. Under ledelse af den normanniske abbed Robert af Grantmesnil, drog adskillige munke fra Saint-Evroul til Syditalien, hvor de fik støtte af Robert Guiscard og oprettede et kloster i Sant'Eufemia. Der fortsatte de deres sangtradition.

### Primære
- Elisabeth van Houts, ed. The Normans in Europe Manchester Medieval Sources, Manchester 2000.
- Medieval History Texts in Translation Arkiveret 31. august 2011 hos  Wayback Machine fra Universitetet i Leeds.

### Sekundære
- Bates, David. Normandy before 1066, London 1982
- Chalandon, Ferdinand. Histoire de la domination normande en Italie et en Sicilie. Paris, 1907.
- Chibnall, Marjorie. The Normans, The Peoples of Europe, Oxford 2000
- Crouch, David. The Normans: The History of a Dynasty. Hambledon & London, 2003.
- Douglas, David. The Norman Achievement. London, 1969.
- Douglas, David. The Norman Fate. London, 1976
- Gillingham, John. The Angevin Empire, end ed., London 2001.
- Gravett, Christopher, og Nicolle, David. The Normans: Warrior Knights and their Castles. Osprey Publishing: Oxford, 2006.
- Green, Judith A. The Aristocracy of Norman England. Cambridge University Press, 1997.
- Gunn, Peter. Normandy: Landscape with Figures. London: Victor Gollancz, Ltd, 1975.
- Harper-Bill, Christopher and Elisabeth Van Houts, eds. A Companion to the Anglo-Norman World Boydell Press. 2003
- Haskins, Charles H. Norman Institutions, 1918
- Maitland, F. W. Domesday Book and Beyond: Three Essays in the Early History of England. 2d ed. Cambridge University Press, 1988. (feudal Saxons)
- R. Mortimer, Angevin England 1154—1258, Oxford 1994.
- Muhlbergher, Stephen, Medieval England (Saxon social demotions)
- Norwich, John Julius. The Normans in the South 1016-1130. Longmans: London, 1967.
- Norwich, John Julius. The Kingdom in the Sun 1130-1194. Longman: London, 1970.
- Robertson, A. J., ed. and trans. Laws of the Kings of England from Edmund to Henry I. AMS Press, 1974. (Mudrum fine)
- Painter, Sidney. A History of the Middle Ages 284−1500. New York, 1953.
- Lucas Villegas-Aristizábal ,"Algunas notas sobre la participación de Rogelio de Tosny en la Reconquista Ibérica", Estudios Humanísticos de la Universidad de Leon, III, 2004, pp. 263-74. http://dialnet.unirioja.es/servlet/articulo?codigo=1078914
- Lucas Villegas-Aristizábal, 2007. "Norman and Anglo-Norman Participation in the Iberian Reconquista." PhD thesis, University of Nottingham.
- Lucas Villegas-Aristizábal, "Roger of Tosny's adventures in the County of Barcelona", Nottingham Medieval Studies LII, 2008, pp. 5-16.

### Eksterne links
- Dudo of St. Quentin's Gesta Normannorum, Engelsk oversættelse Arkiveret 15. august 2009 hos  Wayback Machine
- The Normans, a European People Arkiveret 5. februar 2012 hos  Wayback Machine, ved Europa-Kommissionen
- Breve Chronicon Northmannicum (Latin).
- The Normans Arkiveret 26. marts 2009 hos  Wayback Machine Jersey heritage trust (pdf)
- Wales History — The Norman Wars.
- Patrick Kelly The Normans: their history, arms and tactics
- Regia Anglorum Who were the Normans?